# Waterloo-Vase

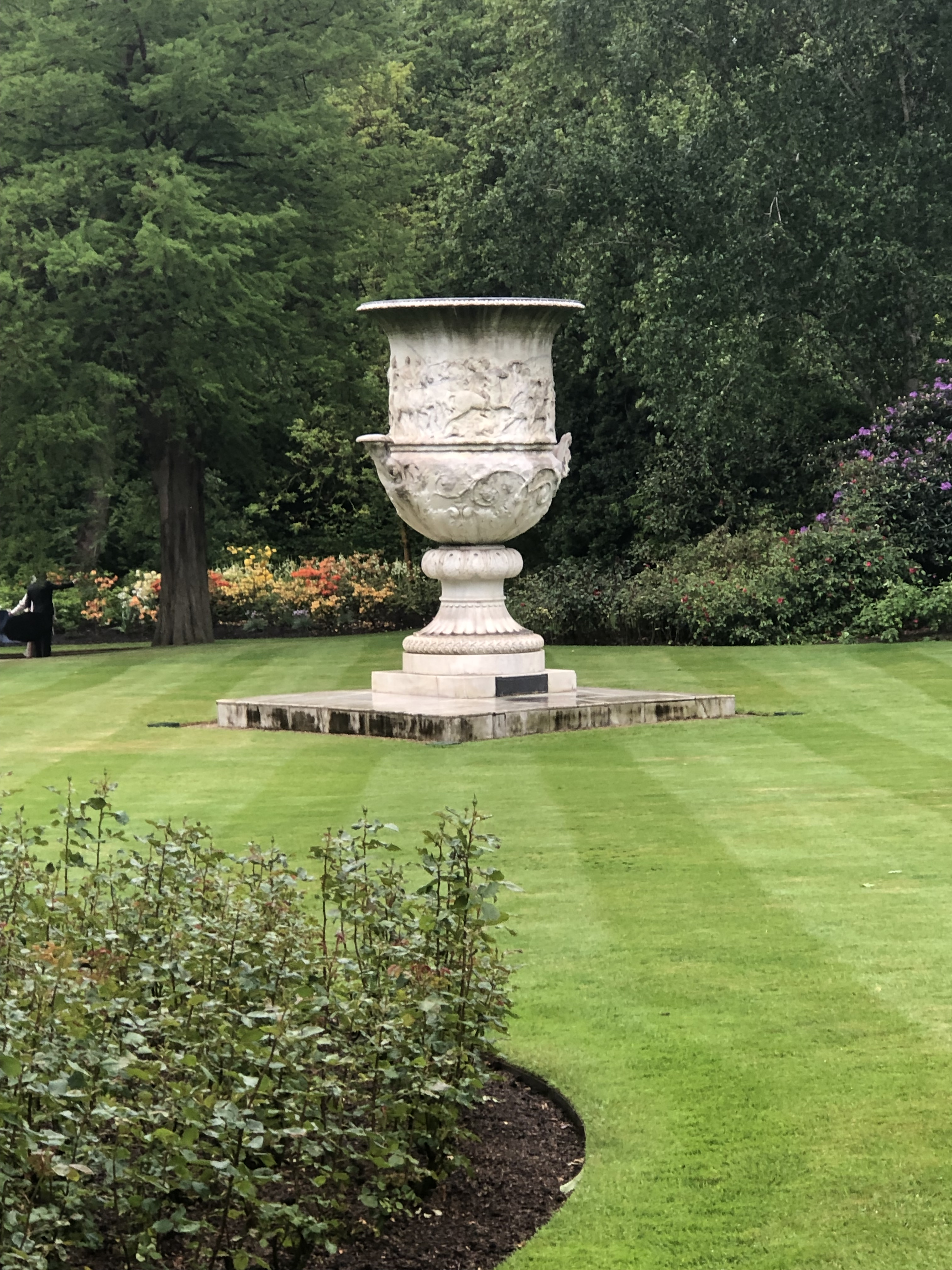
Waterloo-Vase im Garten des Buckingham Palace

Die Waterloo-Vase ist eine klassizistische Skulptur aus Carrara-Marmor in der Form eines Kraters. Dem Namen nach und durch Darstellung einer Kriegsszene mit dem Herzog von Wellington und Napoleon Bonaparte ist sie der Erinnerung an die Schlacht bei Waterloo gewidmet. Nach den antiken Vorbildern der Medici-Vase und der Vase Borghese entstand sie in den Jahren 1819 bis 1827 im Auftrag des Prinzregenten und späteren Königs Georg IV. als Werk des Bildhauers Richard Westmacott des Mittleren. Heute befindet sich das Denkmal unter der Obhut des Royal Collection Trust im Garten des Buckingham Palace in London.

## Geschichte

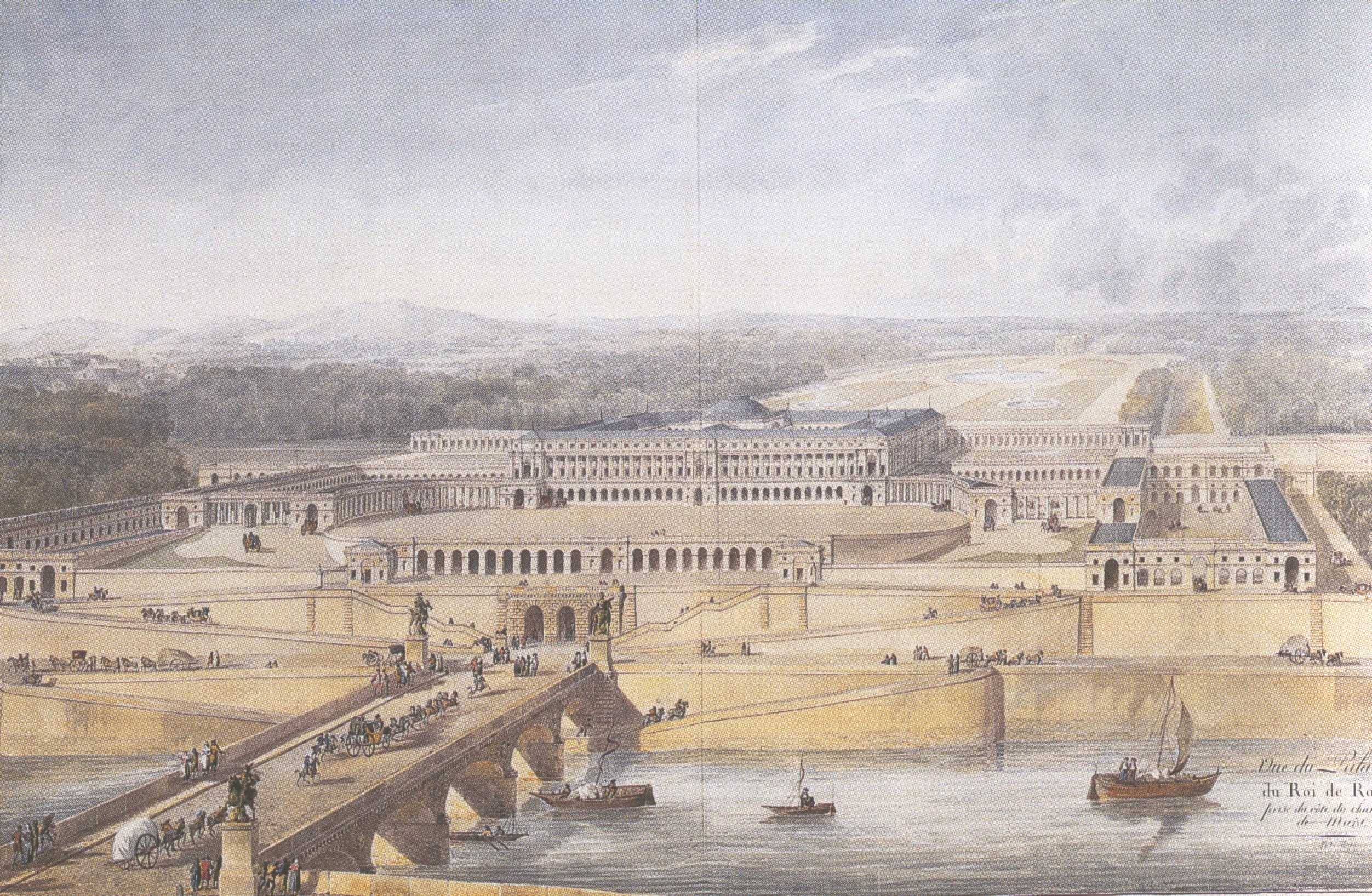
Pierre-François-Léonard Fontaine: Vue du palais du Roi de Rome depuis le Champ de Mars, 1811, Projektansicht des Palastes für den König von Rom am Champ de Mars in Paris

Das etwa 5,5 Meter hohe und im Durchmesser über 2,5 Meter große Objekt wurde aus drei Steinblöcken aus Carrara-Marmor gehauen. Die Blöcke waren ursprünglich für die Herstellung einer monumentalen architektonischen Ziervase im Stil des Empire vorgesehen, die einen erwarteten Sieg des Kaisers Napoleon I. im Russlandfeldzug 1812 im Palais du Roi de Rome in Paris würdigen sollte. Diesen Palast hatte der Architekt Pierre-François-Léonard Fontaine 1811 für Napoleon Franz Bonaparte, den König von Rom, im Rahmen eines imperialistischen Ausbaus der französischen Hauptstadt entworfen, er kam jedoch infolge der Niederlagen Napoleons nicht mehr zur Ausführung.
1815 bot der Großherzog von Toskana, Ferdinand III., das bereits bearbeitete Werkstück dem damaligen britischen Prinzregenten Georg zum Geschenk an. Vermittelt wurde das Angebot durch den britischen Botschafter in der Toskana, John Fane (Lord Burghersh, 1784–1859). Den Auftrag, daraus eine Vase zur Erinnerung an den Sieg in der Schlacht bei Waterloo zu machen, erhielt der Bildhauer Richard Westmacott. Wohl als Vorleistung erhielt dieser im Jahr 1819 dafür 4.500 £. Zur Aufstellung des Objekts durch eine spezielle Hebevorrichtung legte Westmacott 1827 eine weitere Rechnung vor. Im Mai 1831 wurden die letzten Zahlungen bewilligt.

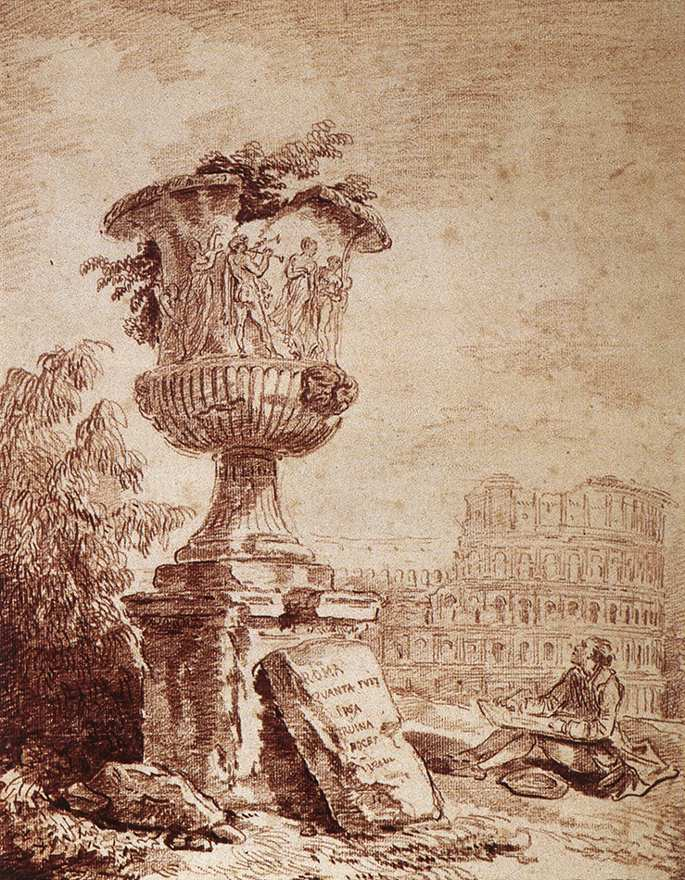
Antikenrezeption im 18. Jahrhundert – Hubert Robert: Der Zeichner der Borghese-Vase, um 1775, Musée de Valence

Die Ziervase ist dem Typus attischer Kelchkrater wie der Medici-Vase und der Vase Borghese nachempfunden und spiegelt den Zeitgeist des Klassizismus. Bereits in der höfischen Malerei des Barock sowie mit dem Goût grec im französischen Frühklassizismus hatte sich ein Dekorationsstil etabliert, der Vasen im „griechischen Stil“ zur antikisierenden Gestaltung von Gemälden, Bauwerken, Interieurs und Parkanlagen einsetzte. Die 1771 gefundene Warwick-Vase gelangte 1774 durch William Hamilton nach England und beschäftigte Kunsthandwerker mit der Fertigung von Nachbildungen. Im deutschen Sprachraum entstanden ungefähr zeitgleich zur Waterloo-Vase die Liebesvase von Friedrich Distelbarth und „Medici-Vasen“ von Nikolaus Friedrich von Thouret für den Marmorsaal des Schlosses Ludwigsburg.
Das heute stark durch Verwitterung angegriffene Basrelief auf dem Fries der Waterloo-Vase zeigt eine Szene aus der Schlussphase der Schlacht bei Waterloo, jenen Moment, in dem Napoleon – gewarnt durch einen Mamluken – die Schlacht als verloren ansieht und im Begriff ist, sein Pferd zu besteigen, um das Schlachtfeld zu verlassen. Als Sieger wird Arthur Wellesley, 1. Herzog von Wellington, auf seinem Schlachtross Copenhagen glorifiziert. Die Henkel der Vase zeigen Personifikationen von Sieg und Niederlage, wobei Letztere unter einem Schild kauert. Über der den Sieg allegorisierenden Victoria zeigt ein Ausschnitt des Frieses den Prinzregenten Georg auf einem Thron in einer Szene, in der ihm Genien und eine weibliche Allegorie huldigen, die als schutzsuchende Europa und Personifikation Europas gedeutet wird. Unterhalb des Frieses ist der Bauch der Vase mit nationalen Emblemen geschmückt – mit Rosen, Kleeblättern, Disteln und einer Krone. Der Vasenfuß ist als Plinthe in mehreren Stufen plastisch godroniert und weist unter anderem Akanthus-Ornamente und Kanneluren auf.
Es erwies sich, dass die Ziervase mit ihrem Gewicht von etwa 40 Tonnen zu schwer war, um in der Waterlookammer von Schloss Windsor aufgestellt zu werden. König Wilhelm IV. überließ die Vase daher im Jahr 1835 der National Gallery, die sie in ihrem Vestibül am Trafalgar Square in London aufstellte. Danach wechselte sie mehrfach ihren Standort, zunächst zum Gloucester Gate im Hyde Park, dann in das Depot des South Kensington Museums (heute Victoria and Albert Museum). Im Jahr 1903 entschied König Eduard VII. schließlich, sie im Garten des Buckingham Palace zur Schau zu stellen.
Londoner Magazine bezeichneten die Vase 1836 als „magnificent specimen of modern art“ und „without doubt, the largest and most splendid vase in the world“. 1939 ließ sich Elizabeth Bowes-Lyon, die Gemahlin König Georgs VI., von dem Hoffotografen Cecil Beaton vor und neben der Vase ablichten. 1970 wurde die Vase durch Eintrag in die National Heritage List for England unter Denkmalschutz gestellt.
Noch vor der Fertigstellung der Waterloo-Vase durch Westmacott entstand 1825 eine Silberarbeit nach einem Entwurf von Thomas Stothard, die ebenfalls die Bezeichnung „Waterloo-Vase“ trug.